# 岩瀬徳三郎
岩瀬 徳三郎（いわせ とくさぶろう、1887年8月11日 - 1971年2月2日）は、日本の化学技術者、工学博士。東ソー及び東曹産業の創業者。

## 人物・経歴
千葉県銚子市出身。1887年（明治20年）大地主、岩瀬利右衛門の三男として生まれる。1914年九州帝国大学工学部応用化学科卒業。同大学院へ進みアメリカへ留学。渡米の際の船で安野譲と知り合った縁で1918年に日本曹達工業（のちのトクヤマ）入社。同社取締役技師長、専務取締役を経て1935年東洋曹達工業（現東ソー）を設立し社長に就任。1940年「アンモニアソーダ工業用生石灰焼成に関する研究」で九州帝国大学工学博士の学位を取得。
妻・つね（1894年生）との間に徳郎、和子、義郎、秀郎、幹子、及び養子の寅四郎あり。長兄・為吉（1881年-1948年）は1911年（明治44年）家督を相続し、所有地である干潟の改良に注力。実現のため千葉県議会議員となり、1920年（大正9年）干潟水害予防組合を立ち上げ、農林省の補助金を得て新川の改修を行った。孫の岩瀬瓊子は千葉県キッコーマン茂木家の茂木賢三郎妻。